# Улица Максима Кривоноса (Киев)
Улица Максима Кривоноса (укр. Вулиця Максима Кривоноса) — улица в Соломенском районе города Киева, местность Александровская слободка. Пролегает от Соломенской улицы до проспекта Валерия Лобановского.
Приобщаются: переулок Максима Кривоноса, улицы Преображенская и Просвещения.

## История
Возникла в 1-й трети XX века (основная часть застройки, однако, осуществлена уже в 1940-60-е годы), имела название улица Шевченко (на некоторых картах употреблялось название Шевченковская), в честь Т. Г. Шевченко. С середины сороковых до начала 50х в начале улицы в деревянных бараках проживали рабочие из Молдавии, востанавливающие Киев. Район называли Молдаванкой. Современное название, в честь героя народно-освободительной войны украинского народа Максима Кривоноса — с 1955 года.

## Важные учреждения
- № 2 — НИИ строительных конструкций;
- № 2а — НИИ автоматизированных систем в строительстве;
- № 19 — детская библиотека им. Героя Советского союза А. Пироговского;
- № 23 — отделения связи № 37;
- № 25 — Соломенский районный суд.